# Jurij Browczenko
Jurij Anatolijowycz Browczenko, ukr. Юрій Анатолійович Бровченко (ur. 25 stycznia 1988 w Czernihowie) – ukraiński piłkarz, grający na pozycji pomocnika.

## Kariera piłkarska

### Kariera klubowa
Wychowanek klubów Kaskad Sławutycz, Dynamo Kijów, Łokomotyw Kijów i Widradny Kijów, barwy których bronił w juniorskich mistrzostwach Ukrainy (DJuFL). Na początku 2005 rozpoczął karierę piłkarską w drużynie rezerw Dnipra Dniepropetrowsk. Na początku 2008 roku został piłkarzem Dynama Mińsk. W rundzie jesiennej sezonu 2008/09 został wypożyczony do Sawita Mohylew. Po wygaśnięciu kontraktu latem 2010 roku najpierw próbował swoich sił w Arsenale Kijów, ale w końcu został piłkarzem Prykarpattia Iwano-Frankowsk. Na początku 2011 odszedł do klubu Krymtepłycia Mołodiżne. Podczas przerwy zimowej sezonu 2011/12 przeniósł się do Bukowyny Czerniowce. W marcu 2013 roku zasilił skład FK Ołeksandrija. W 2014 występował w klubie Obołoń-Browar Kijów, a podczas przerwy zimowej sezonu 2014/15 przeszedł do Olimpika Donieck. Po zakończeniu sezonu 2014/15 opuścił doniecki klub. W końcu czerwca powrócił do poprzedniego klubu Obołoń-Browar Kijów. Latem 2017 przeszedł do SK Dnipro-1. 4 lipca 2019 wrócił do Obołoń-Browar Kijów.

### Kariera reprezentacyjna
Występował w reprezentacji Ukrainy U-19. Wcześniej bronił barw reprezentacji U-17.

## Sukcesy i odznaczenia

### Sukcesy klubowe
Dynama Mińsk
- wicemistrz Białorusi: 2008

SK Dnipro-1
- mistrz Ukraińskiej Pierwszej Ligi: 2018/19